# Micrathyria stawiarskii
Micrathyria stawiarskii är en trollsländeart som beskrevs av Santos 1953. Micrathyria stawiarskii ingår i släktet Micrathyria och familjen segeltrollsländor. IUCN kategoriserar arten globalt som livskraftig. Inga underarter finns listade i Catalogue of Life.